# BAHN

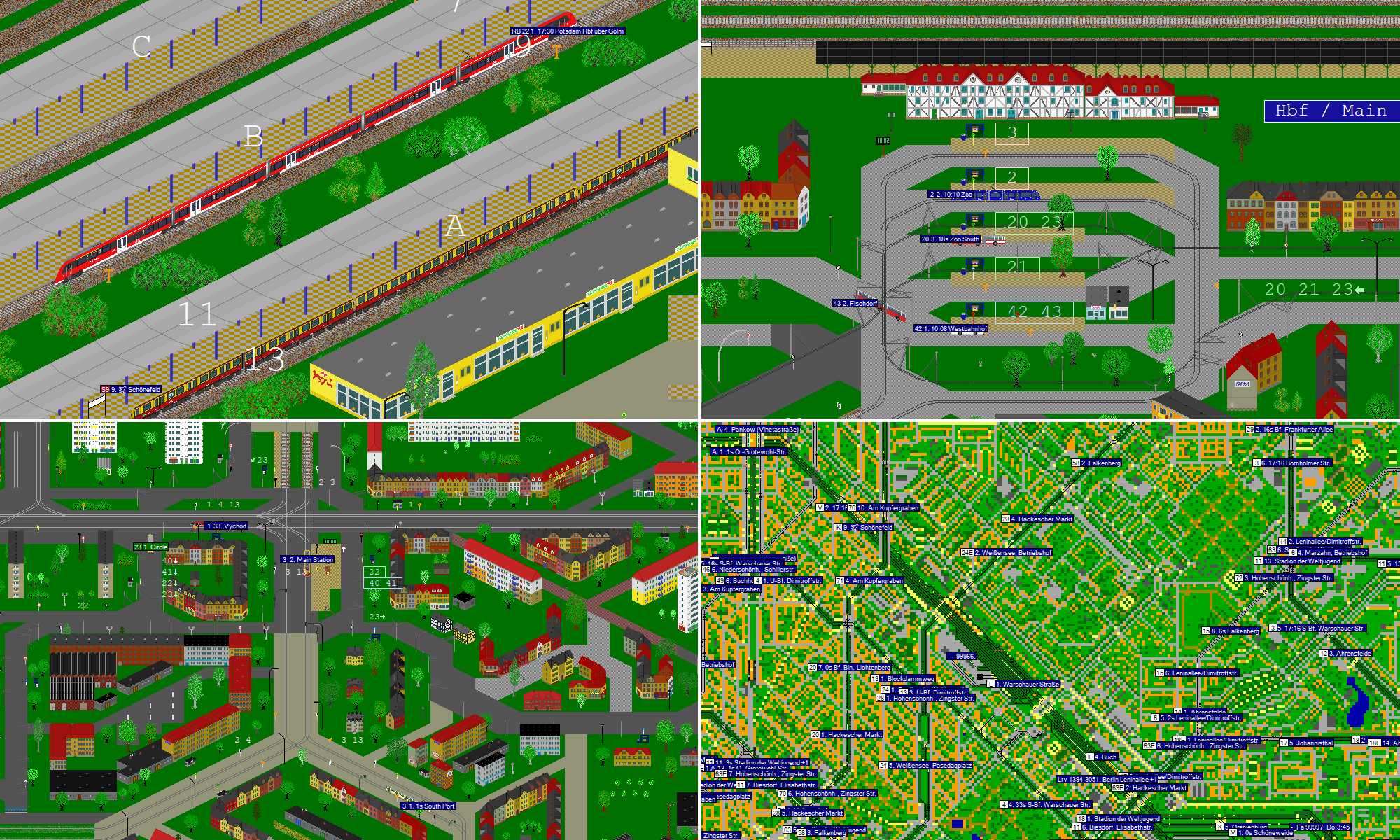
Részletek a játékból

Részlet egy magyar fantáziapályáról

Éjszakai nézet

Magyar járművek

A BAHN (német nyelven a Bahn szó pályát jelent) egy német fejlesztésű közlekedés-szimulációs videójáték. A játékban le lehet modellezni szűkebb vagy tágabb környezet közlekedését, 24 órás szimulációt lehet létrehozni vele (de akár a hét napjai is befolyásolhatják a menetrendet), melyben minden úgy működik, mint a valóságban. Kötöttségek nélkül építhetünk egy hatalmas virtuális terepasztalt, melyen rengeteg jármű mozog egyidőben. A játékot C és assembly nyelven írta Jan Bochmann egyszemélyben.

## Szimulációs lehetőségek
A Bahn segítségével szinte minden tolatási és vezetési mozgás szimulálható. Így lehetővé válik egész régiók vagy városok nagy forgalmi hálózatainak létrehozása villamos-, elővárosi és földalatti vasúti közlekedéssel, valamint vasúti közlekedéssel, beleértve pl. a nagy rendezőpályaudvarok felhasználó általi létrehozását. A tisztán 2D-s grafikának köszönhetően egy hálózaton belül több ezer vonat mozgása szimulálható egyidejűleg.
Ehhez több mint 14 500 féle jármű áll rendelkezésre, amelyek vonatokká kombinálhatók, ahol minden más járműalakzatot - tehát a buszokat és a hajókat is beleértve - vonatnak nevezünk a Bahnban. Ezenkívül számos tájképi szimbólum, például épületek, fák, perontetők vagy lámpák teszik lehetővé a hálózat átfogó kialakítását.
A vonatok "követésével" virtuális utazásokat lehet tenni a hálózaton.
A szimulációs szekvenciák különböző bonyolultsági fokozatokban hozhatók létre - az egyszerű szekvenciák biztosításától a jelzőrendszereken keresztül a nagy vasútállomások bonyolult és valósághű útvonaltervezéséig.
Számos, német és nemzetközi modelleken alapuló hálózat áll rendelkezésre, amelyekben a jelenlegi és a történelmi közlekedési hálózatok különböző részletességgel és realitáshűséggel szimulálhatók.
A Bahn a normál nézeten (1:1 méretarány) kívül a következő megjelenítési módokat támogatja: a térképes mód (1:2048-1:32), az absztrakt megjelenítés ("sematikus", 1:16-1:2), a normál mód (1:1), valamint a nagyított megjelenítés (2:1-8:1), amely a sok esetben nagyobb felbontásban elérhető Zoom2 vagy Zoom4 grafikának köszönhetően sokkal részletesebb.
A Bahn legújabb változata a Windows Vista SP1-től kezdődően minden Windows-verzión működtethető, és német és angol nyelvű teljes verzióban is elérhető. Más nyelvek, például a francia, a holland, a cseh, a magyar és az orosz nyelvek külön telepíthető nyelvi fájlokon keresztül érhetőek el.

## Képességek
- kb.: 1 048 × 1 048 km-es beépíthető terület;
- 99 999 jármű mozgása egyidőben;
- nincs korlátozva egy állomás hossza vagy vágányainak száma;
- maximum 200 000 megálló;
- maximum 524 287 db kitérő;
- több mint 14 300 választható jármű (sok magyar jármű is van pl.: Ikarus 280, Tátra villamos, V43, V63, MÁV 1047, M41, M63, Bzmot, Mdmot…);
- Vonat szétkapcsolás: segítségével lehet rendezőpályaudvart építeni, vagy a mozdonyt körüljáratni a végállomáson;
- 200 mező hosszú vonatok (1 mező 16 méter, vagyis 3200 méter hosszú vonatok is lehetnek)

## Program
A játék shareware, 92 napig minden funkciójával működtethető, utána nem működik a mentés funkció és nem mozognak a járművek. Regisztrálni a program honlapján lehetséges. A legújabb verzió mindig elérhető német és angol nyelven. A rajongóknak hála, letölthetők hozzá nyelvi fájlok francia, holland, magyar és orosz nyelven is. Miután lejárt az időkorlát, a Bahn viewer nevű programmal továbbra is megnyithatunk fájlokat, de menteni itt sem lehetséges.

## Története
A Bahn első KC-85 alapú előfutárainak kísérletei 1985-ben kezdődtek. 1991-ben STRABA néven jelentek meg a szoftver 2.12-es és 2.31-es, assemblerrel programozott változatai. 1991-ben viszont a Bahn nevet először a 3.1-es, C nyelven írt, MS-DOS operációs rendszerre 1993 júliusában kiadott 3.1-es verzióra használták. A Bahn először angol nyelven jelent meg.
A 3.20-as verzió 1994-es kiadása óta a Bahn teljes angol nyelvű változatot is kínálnak.
A 3.58-as verziótól kezdve a hálózatok nézetét különböző nagyítási szintekkel egészítették ki.
A Bahn 3.70-es verziójával, 2000 decemberében a Bahn átállt a Windows 3.1 operációs rendszerre.
A 2002 áprilisában elérhetővé vált 3.80-as verziótól a Bahn-t C++ Builderrel programozták, azóta a használathoz a Windows 32 bites verziója szükséges. Szintén a 3.80-as verzióval a funkciók köre kibővült a közúti és hajózási forgalom szimulálásának lehetőségével.
A 2007 júliusában megjelent 3.84-es verzió óta lehetőség van több földalatti szint kezelésére az alagútvonalak esetében, valamint bonyolultabb szimulációs tervezésre a bonyolultabb jelzőrendszerek révén. A 3.85-ös verziótól kezdve a funkciók körébe bekerült a felhasználó által definiált fő-, előzetes és kombinált jelzések felvétele.
A vasúti közlekedés útvonalainak integrálása 2014 májusától a Bahn 3.88-as verzióval jelentős lépést jelentett a nagyon valósághűen tervezhető komplex szimulációs folyamatok felé. Ettől a verziótól kezdve a hálózatok .nt3 kiterjesztésű tárolása XML fájlformátumban történik, így a hálózati fájlok külső szerkesztőprogramokkal is szerkeszthetők.
A Bahn a 2019 áprilisában megjelent 3.89-es verzióban jelentős kiegészítéseket kapott a késések figyelembevételével, valamint a különálló vonatokból álló vonatalak integrálásával.
A Bahn egyik fő korlátja eddig a pályaépítési lehetőségek 45°-os szögekre való korlátozása volt. A Bahn 4.00 párhuzamos fejlesztése, amely 2012 óta folyik, többek között ezt a korlátozást kívánja megszüntetni, és további 22,5 és 67,5°-os szögű vágányok kialakítását teszi lehetővé. A 4.00 pálya korábbi béta verzióival létrehozott hálózatok és a 3.xx verziósorozattal létrehozott hálózatok nem kompatibilisek egymással.

## Gépigény
A játék jelenleg Windows Vista vagy annál újabb operációs rendszereken fut. Emulátorral elindítható Linux alatt is. Minimális gépigénye csak annyi, mint a programot futtató operációs rendszernek, de minimum Pentim I-es processzor és 1 Gbyte RAM. Komolyabb szimulációkhoz viszont nem árt a komolyabb gép, mert rendkívül memória- és számításigényes a játék, ha nagy pályákat nyitunk meg benne. A kezdetleges 2D-s grafika miatt elég, ha a videovezérlő tudja a 32 bites színmélységet és az 1280*800 pixeles felbontást, de ajánlott az 1920*1080 pixeles felbontás a nagy és bonyolult párbeszédablakok miatt. A program mérete tömörítve kb. 17 MByte, feltelepítve már kb. 400 MByte helyet foglal (ha feltelepítjük az összes járművet a legjobb grafikával).
Egér nélkül is használható, ám nagy segítség egy kétgombos egér a megfelelő játékhoz.

## Története
A program első verziója 1985-ben jelent meg, még ZX Spectrum számítógépre. A Bahn fejlesztése még napjainkban is tart, a legfrissebb kiadás 2017. október 10-én jelent meg.

### Bahn 3.80
- 32 bites Windows támogatása (Windows 95 vagy jobb)

### Bahn 3.84
- Zoom2 nézet megjelenése
- Integrált zoom2-es editor
- Új úttípus,
- A térkép mérete 32 768*32 768 mezősre nőtt,
- Három további réteg az építkezésekhez,
- Fejlettebb másol/beilleszt funkció a rétegek miatt
- Pálya vagy kijelölt terület széthúzása,
- Unicode karaktekészlet támogatása,
- Több ütközőbak,
- Hosszabb Depot nevek,
- Új vágányelemek

### Bahn 3.85
- Zoom4 nézet megjelenése

### Bahn 3.85r3
- Működő mutatós óra helyezhető el az épületekre,
- A személykocsik ajtajai kinyílnak megálláskor,
- Lehetőség van grafikai elemek cseréjére a teljes pályán vagy a kijelölt területen

### Bahn 3.86b1
2010. december 21-én jelent meg a Bahn 3.86b1 bétaváltozata.
Újdonságok:
- Új fájlformátum
- az eddigi 8 karakter helyett 12 karakter hosszú útvonalnevek,
- az útvonallista kijelzi a vonatok kategóriáját is (személy, teher...),
- egy útvonalon belül 99 999 vonatszám az eddigi 999 helyett,
- a jelzőlámpáknál a switch back after this time funkció a szemből vagy hátulról érkező vonatoknál egymástól függetlenül állítható,
- a timing point és a stopping point összekapcsolható jelzőlámpákkal is,
- új lehetőségek a timing pointoknál,
- maximum 40 000 ütközőbak az eddigi 20 000 helyett,
- az ütközőbakoknál a maximum várakozási idő 960 mp az eddigi 600 mp helyett
- a víznek és a hozzá tartozó elemeknek új grafikai elem,
- a vágány és az útelemek is átszerkeszthetőek a beépített szerkesztővel
- zoom4 nézet a vágány- és az útelemeknél
- új fények választhatóak a közvilágítás lámpákhoz
- 90 saját objektumokat tartalmazó fájl az eddigi 70 helyett
- UTF-8 formátum az exportált szövegfájlokhoz

## Építőelemek

A játék néhány építőeleme és néhány példa a lehetőségekre

A játék rengeteg építőelemet tartalmaz, de mi magunk is rajzolhatunk újakat a beépített szerkesztővel, vagy tölthetünk le különböző rajongói weboldalakról további elemeket.
A legfontosabb építőelemeket az alábbi lista tartalmazza:
- Egyenes sínek: vízszintes, függőleges vagy átlós vonalak építéséhez,
- Íves sínek: 45 vagy 90 fokos ívekhez,
- Kitérők: kettő vagy három irányba történő elágazáshoz,
- Kereszteződések: angol váltók, félangol váltók, és egyszerű vágányátszelések 45 vagy 90 fokban,
- Peronok: az állomások építéséhez (csak díszlet, a működést nem befolyásolja),
- Ütközőbakok: a járművek megfordulnak, miután elérték, háromféle változatban választható,
- Alagútkapu és rámpa: a járművek rétegváltásához,
- Depot: új jármű létrehozásához és elrejtéséhez,
- Jelzők: a vasút automatikus működéséhez,
- on-contact, off-contact elemek: a jelzők működését befolyásolják,
- Stop point: megálló a járműveknek, paraméterezhető, többféle színben, peronnal vagy anélkül,
- Timing point: menetrend a járműveknek, mindenben megegyezik a Stop-pointtal, de a grafika tartalmaz még egy nagy T betűt is,
- Horn point: az elemen áthaladó vonatok kürtölnek,
- Shunting point: járműszétkapcsolás, irányváltás, útvonal módosítás,
- Data change point: Az áthaladó járművek tulajdonságait lehet vele megváltoztatni,
- Speed section: a járművek sebességének megváltoztatásához,
- Log point: a járművek mozgásáról log fájlt készít,
- Fák,
- Víz,
- Épületek (lakó-, iroda- és gyárépületek),
- Ösvény,
- Állatok (ló, nyúl, szarvas),
- Útelemek: csak díszlet, járművek nem tudnak közlekedni rajta

## Járműszerkesztő
A Bahn újabb verziói már három különböző grafikai felbontásban képes működni, melyeknek nevei: normal, Zoom2, Zoom4. A Zoom2 kétszeresére, a Zoom4 négyszeresére növeli a járművek felbontását. A beépített szerkesztő elérhető a Trains menü Car list menüpontjánál. Csak a már feltelepített járműveket szerkeszthetjük át. Ha még nincs zoom2 vagy zoom4 változat, a program a normal grafikát másolja be, a pixelek megkétszerezésével vagy megnégyszerezésével.
A beépített szerkesztő igen egyszerű. Rendelkezik egy beépített vágólappal, továbbá egy ceruzával, amivel különböző színű pixeleket lehet rajzolni. Kört, egyenest, téglalapot nem lehet rajzolni, csak pixelenként. A járművek megrajzolásához érdemesebb egy külső rajzprogramot igénybe venni, például a Gimpet vagy a Windows Paint programját. Ezekből a már elkészített rajzokat könnyedén be tudjuk illeszteni a szerkesztő ablakba. Kijelölni területet a Shift jobb klikk/bal klikk kombinációval tudunk. Ha egy színt szeretnénk másolni, a Ctrl gombot nyomva tartva kell kattintani. Nagyobb felületet színezni a kiválasztott színnel az Alt gombot nyomvatartva és kattintva tudunk. Ez a funkció a kijelölt terület azonos színű pixeleit, vagy ha nincs kijelölés, akkor a képen az összes azonos színű pixelt színezi át.

## Épületszerkesztő
Az épületek szerkesztéséhez a szerkeszteni kívánt elemre kell kattintani az egér jobb gombjával, majd a megjelenő menüből az Edit elements pontot kell választani. Az elemeknek mindhárom felbontású változatát meg kell rajzolni, továbbá a tükörképeit is. Ehhez segítséget nyújt a beépített vágólap.

## Első lépések
Ahhoz hogy az első járművet elindíthassuk, jó pár dolgot meg kell tennünk:
Meg kell építenünk az útvonalát, amely lehet saját magába visszatérő hurokvágány vagy mindkét végén ütközőbakkal lezárt. Ha a jármű előtt elfogy a pálya, akkor hibaüzenettel megáll. De az ütközőbaknál visszafordul,
Építeni egy depot-ot és elnevezni. Későbbiekben a depot nevével tudunk hivatkozni rá,
A Trains/New train menüponttal tudunk egy szerelvényt összeállítani. Előtte azonban fel kell installálnunk azokat a járműveket, melyeket használni szeretnénk. Erre azért van szükség, hogyha a későbbiekben bővítjük a hálózatot, ne 9000 jármű között kelljen keresgélni, hanem csak a feltelepítettek közt.
Ha a járműveket kiválasztottuk, már össze is állíthatjuk a szerelvényt. Mielőtt azonban elindítanánk, ki kell tölteni a jármű adatlapját:
- Route: Milyen útvonalon közlekedjen,
- Number: Hányas számú szerelvény az útvonalon (automatikusan számozódik, de eltérhetünk tőle),
- Home Depot: Melyik depothoz tartozzon,
- Vmax: Maximális sebessége,
- Spending up: Gyorsulása (m/s)²
- On duty/Off duty: Szolgálatba állás kezdete/vége,
- Driving way: Milyen fajta vonalon közlekedik (Víz, Közút, Sín),
- Train Category: A szerelvény kategóriája:
  - Passanger train – személyszállító vonat,
  - Goods/freight train – tehervonat,
  - Special train – speciális vonat: néhány elem működése nem vonatkozik rá, hibakeresésre, tesztelésre használható,
- Train Type: a szerelvény típusa:
  - Local train,
  - Commute service,
  - Accelerated train,
  - Regional train,
  - Semi-fast train,
  - Fast train,
  - Fast train/Interregio,
  - Express train/Intercity,
  - Express/TEE/TGV/ICE,
  - Express/Sprinter,
- További beállítások: ingavonat-e, szolgálatba állási beállítások…

Ha mindennel kész vagyunk, csak a Start inmediatly  gombra kell kattintanunk. Ha nem akarjuk a szerelvényt egyből elindítani, csak a Depot-ban hagyni, elég csak az OK gombra kattintani.

## Jelzők – Bahn 3.84
Itt most a  Bahn 3.84 és a későbbi programváltozatokban lévő jelzők leírása szerepel. A régebbi változatokhoz képest jelentős módosítások történtek.
A Bahn-ban a jelzők építése és beállítása az egyik legnehezebb feladat. Segítségükkel szinte bármilyen nagyvasúti forgalmi helyzetet le lehet modellezni. A jelzők képesek a számítástechnikából is ismert és / vagy / kizáró vagy logikai feltételeket is megvalósítani. Ehhez a segítség menüpontban (help) találunk operátorokat és részletes leírást.
Első lépésként létre kell hozni egy Signal System-t. Legegyszerűbb, ha építünk egy jelzőt, vagy hozzá kapcsolódó elemet, majd rákattintunk a List all signal system gombra, majd tovább a New signal system gombra. A felugró ablakban elvégezzük a számláló szükséges beállításait: a maximális értékét, a kezdeti értékét és a jelenlegi értékét. A felajánlott nevet elfogadhatjuk, vagy meg is változtathatjuk. Ha mindennel készen vagyunk, a Signal system nevét beírjuk a jelző Switching function sorába. Később majd minden elemhez, mely ebbe a rendszerbe tartozik. Fontos, hogy minden elemnél a Count vehicles opció egyformán legyen beállítva!
Egy Signal System az alábbi elemekből állhat:
- Jelzőlámpa
- Off-contact (általában egy sárga kör, kicsi nyíllal, belsejében egy fekete "mínusz" jel, megváltoztatható)
- On-contact (általában egy sárga kör, kicsi nyíllal, belsejében egy fekete "plussz" jel, megváltoztatható)
- Depot
- Sorompó

Néhány alkalmazása a jelzőknek:

### Útátjáró
Az útátjáróhoz szükséges elemek:
- 2 db sorompó az útra
- 2 db On-contact az útátjárótól mindkét irányban
- 2 db Off-contact az útátjárótól mindkét irányban

Az elemeket elhelyezzük a negyedik ábrán látható módon. Az első elem építése után létrehozzuk az új Signal systemet az útátjáró számára. A nyilak bármilyen irányba mutathatnak, de segítség, ha ilyen sorrendben építjük meg. Fontos, hogy minden elem második sorába ugyanaz a név legyen beírva!
Miután elkészült, a párbeszédablakon a "Count vehicles" pipa legyen bekapcsolva, a Signal system beállításainál a Set parameter részben a Maximum counter value értéke legyen 500, a Maximum train count legyen 1, a Current counter value pedig 0. Az On-contact elem második sorába írjuk be a Signal system nevét, kiegészítve egy + jellel.  Az Off-contact elem második sorába szintén írjuk be a Signal system nevét, azonban + jel nélkül!
Működés:
Az érkező vonat áthalad az On-contact elemen. Ez a mező elkezdi számolni az áthaladó vagonokat. Mivel a beállításoknál a maximum érték 1, ezért a sorompó lecsukódik. Az áthaladó vonat a sorompó másik oldalán elkezdi csökkenteni a számlálót, miközben áthalad az Off-contact mezőn. Amint a számláló lenullázódik, vagyis ugyanannyi vagon lépett ki, mint be, a sorompó felnyílik. Természetesen az 500-as értéket soha nem éri el, választhatunk más számot is.

### Térközjelző
A térközjelzőhöz szükséges elemek:
- 1 db Off-contact
- 1 db jelző

Az elemeket elhelyezzük az ötödik ábrán látható módon. A jelző beállításánál a Passing in diving normal directory sorba írjuk be az új signal system nevét, kiegészítve egy + jellel, alá pedig a Passing reserve diving directory sorba szintén a signal system nevét, + jel nélkül! Az Off-contact elemnél a második sorba pedig szintén a Signal system nevét
Működés:
Az érkező vonat áthalad a jelzőn, ami ettől vörösre vált. A számláló értéke a kocsik számával lesz egyenlő. Az Off-contacton áthaladó vonat viszont csökkenti a számlálót. Amint az utolsó kocsi is áthalad az Off-contacton, a jelző újra zöldre vált. Az Off-contactot természetesen jóval messzebbre kell helyezni (1-1,5 km = 64-96 mező). A következő térközjelző jelzője az Off-contact elé kell hogy kerüljön! Így csak akkor halad át a vonat a következő térközbe, ha az valóban szabad. Amint az utolsó kocsi is kilép a térközből, a térköz felszabadul.

### Villamos fejállomás
A villamos végállomáshoz szükséges elemek:
- 2 db jelző 2 külön Signal systemben
- 1 db kitérő

Az elemeket elhelyezzük a hatodik ábrán látható módon. Ügyeljünk arra, hogy a két jelző két különböző Signal systemben van!
Az egyik jelző beállításánál a Passing in diving normal directory sorba írjuk be az egyik signal system nevét, kiegészítve egy + jellel, alá pedig a Passing reserve diving directory sorba szintén ugyanazt a signal system nevet, + jel nélkül!
A másik jelző beállításánál a Passing in diving normal directory sorba írjuk be a másik signal system nevét, kiegészítve egy + jellel, alá pedig a Passing reserve diving directory sorba szintén ugyanazt a signal system nevet, + jel nélkül!
A kitérő típusa Signal dependent turnout. Ezt a kitérőre kattintva tudjuk beállítani. A megjelenő párbeszédablakban írjuk be a két Signal system sorszámát. Ügyeljünk a helyes sorrendre!
Működés:
Ha érkezik egy villamos az üres állomásra, akkor beáll egy szabad vágányra és a jelzőt, melyen áthaladt, vörösre állítja. A következő villamos így a másik szabad vágányra fog beállni.
Az állomásról kihaladó villamos a jelzőt zöldre állítja, mivel a Passing reserve diving directory sor ki van töltve. Ehelyett használható az Off-contact is, de nem érdemes, mert több helyet foglal.
Az állomás nem csak 2 vágányú lehet, hanem bármekkora. A bővítése ugyanígy zajlik, de azoknál a kitérő állásoknál, amelyek még később tovább ágaznak el, az elágazáshoz nullát kell írni.

### Egyvágányú vonal biztosítása
Az egyvágányú vonal biztosításához szükséges elemek:
- 2 db kitérő
- 4 db jelző

Az elemeket elhelyezzük a hetedik ábrán látható módon. Természetesen a két állomást jóval távolabb építjük meg. A kitérők közül az egyik álljon egyenes állásba, a másik kitérő állásba. A helyes működéshez két Signal systemre lesz szükség.
Működés:
Hasonlóan működik, mint a térközjelző, az állomásról kihaladó vonat az összes jelzőt vörösre állítja. Amint a vonat eléri a térköz kzepén található off-contact mezőt, és az utolsó kocsi is áthaladt rajta, az elhagyott állomás jelzői mind újra zöldre váltanak. Amint eléri a következő állomás jelzőit is, azok is zöldre váltanak. Az érkező vonat mindig ugyanarra a vágányra érkezik, a másik vágányon az induló vonatok várakoznak. A jelzők megakadályozzák a szembemenesztést.
Hiba azonban, hogy ha az állomás kitérője kitérő állásban van, akkor a vonat akkor is a mellékvágányon halad át, ha a fővágány szabad. Ezt el lehet kerülni, ha a kitérők típusa Signal dependent turnout. Pontos megvalósítása és leírása azonban sokkal bonyolultabb. Másik hiba, hogy az állomás összes kijárati jelzője zöldet mutat. Ezt elkerülhetjük, hogyha létrehozunk egy harmadik signal systemet azoknak a jelzőknek, melyeket a vonatok nem szemből haladják meg. A számláló értékét állítsuk olyanra, hogy vöröset mutasson. A jelzők első sorába az új signal system név kerüljön, a második sorba azonban a kapcsolni kívánt jelző neve! Ezt az új signal systemet más állomásoknál is használhatjuk, nem kell minden állomásközhöz új, szinte csak dísznek használt rendszert létrehozni.

## További programok
Készült a Bahnhoz néhány program is, melyek a járművek és épületek szerkesztését könnyítik meg:
- NFZ-Edit – új járművek és zoom2-es nézet rajzolása
- GE
- CAREDI – új saját szimbólumok rajzolása A Bahn 3.59-től (16 bites windows program)
- WB35EDI